# Andreas Däscher
Andreas Däscher, född 9 juni 1927 i Clavadel i Davos, Graubünden, död 4 augusti 2023 i Meilen i kantonen Zürich, var en schweizisk backhoppare. Han blev känd bland annat för införandet av en ny stil inom backhoppningen, den så kallade Däschertekniken. Han representerade SC Meilen.

## Karriär
Andreas Däscher började med backhoppning 1943. han startade i sin första större internationella tävling vid olympiska spelen 1948 på hemmaplan i St. Moritz. Där blev han nummer 17. Under olympiska spelen 1952 i Oslo i Norge delade han sextondeplatsen med Janez Polda från Jugoslavien. Sin största olympiska framgång fick han vid olympiska spelen 1956 i Cortina d'Ampezzo i Italien då han blev nummer 6. Under olympiska spelen 1960 i Squaw Valley i USA slutade han på en 20:e plats.
Däscher startade i tre Skid-VM, 1950 i Lake Placid i USA, 1954 i Falun i Sverige och 1958 i Lahtis i Finland. Som bäst blev han nummer 23 i Lake Placid 1950.
Andreas Däscher blev schweizisk mästare nio gånger. Han avslutade backhoppningskarriären 1960.

## Däschertekniken
Då Andreas Däscher startade med backhoppning, var Kongsbergtekniken (också kallad "Kongsbergknekken") dominerande. Tekniken utvecklades i backhoppningsmiljön i Kongsberg, med bland annat bröderna Sigmund, Birger och Asbjørn Ruud som hade stora framgångar med sin hoppstil där man stod rakt upp och ner på skidorna, med en "knäck" i höften med överkroppen böjd framåt och armarna utsträckta. Reinhard Straumann som hade forskat på aerodynamik och backhoppningsstilar sedan 1926 rådde Däscher till att försöka hoppa med armarna intill kroppen och hela kroppen böjd framåt. Andreas Däscher borjade hoppa på det sättet under tidigt 1950-tal. Stilen blev populär och utvecklades vidare bland annat av finländska backhoppare. (Stilen kallas "finnestil" i Norge.) Efter olympiska spelen 1960 i Squaw Valley blev den nya stilen dominerande och avlöstes inte förrän Jan Boklöv från Sverige introducerade V-stilen runt 1985.

## Övrigt
Andreas Däscher var bror till tidigare backhopparen Hans Däscher.